# 한스게오르크 슈바르첸베크
한스게오르크 (게오르크) "카체" 슈바르첸베크(Hans-Georg (Georg) "Katsche" Schwarzenbeck, 1948년 4월 3일, 뮌헨 ~)는 은퇴한 독일의 축구 선수이다. 그는 1966년에서 1979년까지 분데스리가에서 활약했으며, FC 바이에른 뮌헨 소속으로 416경기에 출장하였다. 그는 6번의 분데스리가, 3번의 DFB-포칼, 1번의 UEFA 컵 위너스컵, 3번의 유러피언 컵 우승을 거두었다.
슈바르첸베크는 서독 국가대표에 1971년부터 1978년까지 차출되어, 44경기에 출장하였다. 그가 국가대표팀에서 뛰며 거둔 가장 큰 성과는 1974년 FIFA 월드컵 우승이다. 그는 또한 UEFA 유로 1972 우승과 UEFA 유로 1976 준우승에도 큰 영향을 끼쳤다.
1974년 5월 15일, 슈바르첸베크는 아틀레티코 마드리드와의 유러피언컵 1973-74 결승전에서 연장 막판에 동점골을 중거리슛으로 기록하였다. 결국, 바이에른 뮌헨은 아틀레티코와 승부를 내지 못하였고, 이틀 후에 있었던 재경기에서 4-0 승리를 거두었다.

## 수상

### 클럽
- 분데스리가: 1968–69, 1971–72, 1972–73, 1973–74, 1979–80, 1980–81
- DFB-포칼: 1966–67, 1968–69, 1970–71
- 유러피언 컵: 1973–74, 1974–75, 1975–76
- UEFA 컵 위너스컵: 1966-67
- 인터콘티넨털컵: 1976

### 국가대표팀
- FIFA 월드컵: 1974
- UEFA 유로: 1972

## 같이 보기
- 원클럽맨 명단